# 韦恩·科利特
韦恩·科利特（英語：Wayne Collett，1949年10月20日—2010年3月17日），生于洛杉矶，美国男子田径运动员，主攻短跑。他曾代表美国参加1972年夏季奥林匹克运动会田径比赛，获得男子400米银牌。